# Sie möchten Giganten sein
Sie möchten Giganten sein (Originaltitel: Sometimes a Great Notion) ist ein US-amerikanisches Filmdrama von Regisseur Paul Newman für die Produktionsfirma Universal aus dem Jahr 1970. In den Hauptrollen spielen Paul Newman, Henry Fonda, Lee Remick und Michael Sarrazin. Der Film Sometimes a Great Notion basiert auf dem gleichnamigen Roman des Schriftstellers Ken Kesey (dt. Manchmal ein großes Verlangen).

## Handlung
Der Familienclan Stamper, bestehend aus dem Oberhaupt der Familie Henry Stamper, seinem Sohn Hank, dem anderen Sohn Joe Ben und ihren Frauen und Kindern, betreiben das raue und harte Holzfällerei- und Holztransportgeschäft. Die arbeitswütigen Stampers sind stolz und unbeugsam und verteidigen ihre Unabhängigkeit bis aufs Blut. Als eines Tages die hohen Gewerkschaftsfunktionäre des Landes einen flächendeckenden Streik beschließen, folgen ihnen alle, bis auf die nichtgewerkschaftlich und freiheitlich organisierten Stampers. Der Ärger ist vorprogrammiert. Nachdem ein hoher Gewerkschaftsfunktionär versucht, die „Streikbrecher“ zum Einlenken zu bewegen, holt er sich beim Familienoberhaupt eine unfreundliche Abfuhr. Danach stehen die Zeichen auf harte Konfrontation.
Nachdem schließlich noch Hanks Halbbruder Leeland Stamper, nach dem Tode seiner Mutter aus der Bahn geworfen, zum Clan zurückkehrt, spitzt sich die Lage drastisch zu. Die Stampers werden von allen Seiten ihrer Nachbarn heftig zur Aufgabe beschworen, der Stadtbevölkerung droht der Bankrott, doch die Stampers bleiben hart zu anderen und schonungslos zu sich selbst. Mit hartem Drill fokussiert Henry Stamper seine Familie auf die bevorstehenden Aufgaben, ein Vertrag wurde geschlossen, den gilt es zu erfüllen, koste es was es wolle. Selbst Unfälle und Sabotageakte bringen die Familie nicht aus der Balance. Kurz vor der Auftragserfüllung geschieht das große Unglück dann doch noch. Das Familienoberhaupt Henry, das sich nach kaum überstandenem Sturz trotzig wieder zur Arbeit zwingt, wird bei Hanks Versuch, einen Baum zu fällen, von der einen Baumhälfte schwer getroffen, wobei sein rechter Arm zerschmettert wird. Gleichzeitig verklemmt sich der Bruder Joe Ben am nahen Fluss unter einen riesigen Baumstamm und kann sich aus eigener Kraft nicht mehr befreien. Während Leeland seinen Vater ins Krankenhaus transportiert, versucht Hank alles, um seinen Bruder Joe Ben aus der lebensgefährlichen Situation zu befreien, doch seine Bemühungen bleiben vergebens, in der unbarmherzig steigenden Flut muss Hank mitansehen, wie sein Bruder Joe Ben vor seinen Augen ertrinkt. Während man den Frauen schließlich die Hiobsbotschaften überbringt, ringt Henry Stamper im Krankenhaus mit dem Tode. Man hat ihm zuvor den Arm abgenommen, auch diese Maßnahme vergebens.
Nachdem Viv, die Frau von Hank Stamper, die zuvor alles versucht hat, ihren Mann zur Aufgabe zu bewegen, resigniert erkennen muss, dass ihr Mann lieber sterben wird als noch aufzugeben, verlässt sie ihn. Zurück bleibt nur Leeland, der sich entschließt, bei seinem Halbbruder zu bleiben, weil er bei ihm noch alte Schulden begleichen möchte. So bringen die beiden Brüder vier gigantische Holzkonvolute mit nur einem Schlepper auf einmal den Fluss hinunter, um ihren Auftrag zu erfüllen und ihren Vater auch im Tode siegen zu lassen. Triumphierend winkt Hank auf dem Schleppkahn mit dem abgetrennten Arm seines Vaters der sich am Ufer eingefundenen staunenden Menschenmenge zu, die das waghalsige Spektakel ungläubig und fassungslos beobachtet.

## Synchronisation
Die deutsche Synchronisation wurde von der Berliner Synchron GmbH erstellt. Dialogbuch und Dialogregie führte Ottokar Runze.
| Rolle             | Darsteller       | Synchronstimme          |
| ----------------- | ---------------- | ----------------------- |
| Hank Stamper      | Paul Newman      | Michael Chevalier       |
| Henry Stamper     | Henry Fonda      | Wilhelm Borchert        |
| Viv Stamper       | Lee Remick       | Brigitte Grothum        |
| Leeland Stamper   | Michael Sarrazin | Norbert Langer          |
| Joe Ben Stamper   | Richard Jaeckel  | Christian Brückner      |
| Jan Stamper       | Linda Lawson     | ?                       |
| Andy Stamper      | Cliff Potts      | Holger Kepich           |
| John Stamper      | Sam Gilman       | Arnold Marquis          |
| Willard Eggleston | Lee de Broux     | Friedrich W. Bauschulte |
| Biggy Newton      | Jim Burk         | ?                       |
| Howie Elwood      | Roy Jenson       | Franz Nicklisch         |
| Floyd Evenwrite   | Joe Maross       | Edgar Ott               |
| Jonathan Stamper  | Roy Poole        | Heinz Theo Branding     |
| Les Gibbons       | Charles Tyner    | Herbert Stass           |

## Kritiken
„Arbeit und Verdienst gelten einer patriarchalisch-autoritär organisierten Holzfällerfamilie als die höchsten Werte. Als sie mit der Gewerkschaft in Konflikte kommt, stürzt sie durch unsolidarisches Handeln ins Unglück. Darstellerisch beachtliches, stellenweise packendes Familiendrama, das Unbeugsamkeit und Individualität idealisiert.“

## Auszeichnungen
- 1972: Oscar-Nominierung in der Kategorie Bester Nebendarsteller bei der Verleihung 1972 für Richard Jaeckel
- 1972: Oscar-Nominierung in der Kategorie Bester Song bei der Verleihung 1972 für das Lied: All His Children von Henry Mancini, Alan Bergman und Marilyn Bergman

## Produktionsnotizen
Die Szenenbilder stammen von William Kiernan, Kostümbildnerin war Edith Head und als Maskenbildner zeichnete Monty Westmore verantwortlich. Drehorte des Films lagen in Broughton Log Flume, Columbia River Gorge, Washington, in den USA.

## Soundtrack
Der Soundtrack von Sie möchten Giganten sein (Sometimes a Great Notion) mit der Musik zum Film des Komponisten Henry Mancini ist 1971 als LP beim Decca Label unter der Nummer DL 79185 erschienen.

## DVD
- Format: Dolby, PAL
- Sprache: Deutsch (Dolby Digital 1.0), Englisch (Dolby Digital 5.1)
- Region: Region 2
- Bildseitenformat: 16:9
- Anzahl Discs: 1
- FSK: Freigegeben ab 16 Jahren
- MIG – DVD
- Produktionsjahr: 1970
- Erstaufführung: 31. Dezember 1970